# Convolvulus hamrinensis
Convolvulus hamrinensis är en vindeväxtart som beskrevs av Karl Heinz Rechinger. Convolvulus hamrinensis ingår i släktet vindor, och familjen vindeväxter. Inga underarter finns listade i Catalogue of Life.